# Charles-Émile Camoin de Vence
Pour les articles homonymes, voir Camoin et Vence.
Charles-Émile Camoin de Vence, né le 30 mars 1830 à Bastia et mort le 26 novembre 1918 dans le 8e arrondissement de Paris, est un magistrat, juriste et historien français.

## Biographie
Fils d'Étienne-Émile Camoin de Vence, bâtonnier de l'ordre des avocats, et petit-fils de Charles Vannucci, maire de Bastia, Charles-Émile Camoin de Vence descend par sa grand-mère paternelle d'l'un des frères de l'amiral de Vence. Il épouse une fille de Paul Odent.
Docteur en droit en 1851 à la faculté de droit d'Aix-en-Provence, ancien élève de l’École d’administration, il rentre dans la magistrature comme substitut du procureur impérial à Louhans en février 1852. Il est nommé deux ans plus tard à Chalon-sur-Saône, puis à Marseille en 1856. Camoin est nommé procureur à Draguignan en 1863. Il défend au Sénat la nécessité d'unifier en un seul code les lois administratives françaises. Quelques mois plus tard, avocat général à Poitiers et premier avocat général à Orléans en 1870, puis procureur de la république à Marseille. Il est décoré de la Légion d'honneur le 14 octobre 1873. En 1876, il lance des poursuites à l'encontre de Léo Taxil.
Secrétaire perpétuel de la Société philotechnique, il est membre de la Société de législation comparée, de la Société générale des prisons et de nombreuses autres sociétés
Catholique, il s'oppose aux théories de Lombroso, indiquant que « tous ceux qui veulent défendre le plus noble attribut, le droit le plus sacré de l'âme humaine, le libre arbitre, doivent s'unir pour protester énergiquement contre une doctrine qui n'a pour elle que sa propre audace ».
S'inspirant des travaux d'anthropométrie d'Alphonse Bertillon, il demande l'ajout du signalement anthropométrique sur certains documents d'identité.
Camoin de Vence se consacre également à de nombreux travaux historiques. Il devient président de l'Institut historique de France (devenu la Société des études historiques) en 1884 et assesseur du Comité des travaux historiques et scientifiques.

## Écrits et publications
- Magistrature française : Son action et son influence sur l'état de la société aux diverses époques, Michel Lévy frères, Paris 1862
- L'opinion publique et les parlements, A. Dupré, 1864
- Étude sur l'avocat général Jérôme Bignon, et ses œuvres comme historien, Paris 1864
- Des Institutions démocratiques et des Mœurs contemporaines, A. Dupré, 1868
- Du socialisme contemporain, E. Puget, 1871
- Deux magistrats de la fin du XVIIIe siècle, Ernest Thorin, 1881
- La vérité sur le Président d'Oppède, 1881
- De la Réhabilitation de Louis XIII, d'après les manuscrits de Saint-Simon, de Benjamin Priolo et d'Antoine, garçon de chambre du roy, Ernest Thorin, 1882
- Deux Femmes de lettres au XVIe siècle (Madeleine et Catherine Des Roches), Ernest Thorin, 1882
- La Parlement Ligueur en Provence, 1882
- Un Avocat poète au XVIe siècle, 1882
- Une séance de Cour d'amour en Provence
- Souvenirs et impressions d'un voyage en Suède
- Souvenirs et impressions de Norvège, Ernest Thorin, Paris 1885
- La vérité sur la condamnation du Chancelier Bacon, Ernest Thorin, Paris 1885
- Les derniers gondoliers, Ernest Thorin, Paris 1886
- Ruines et légendes du Tyrol, Ernest Thorin, 1888
- Impressions Lakistes, Souvenirs des Lacs de la Haute-Italie, 1890
- Le casier judiciaire. Rapport et discussion, 1891
- La Fille d'une héroïne de Walter Scott, Ernest Thorin, Paris 1891
- Des erreurs et des dangers de l'anthropologie criminelle, Marchal et Billard, Paris 1892
- Les étrangetés de l'anthropologie criminelle, 1892
- Un nouveau Mirabeau d'après ses historiens récents, 1893
- Impressions d'esthétique, 1893
- Des nouvelles évolutions de l'anthropologie criminelle, 1894
- Du Guadalquivir au Tage, curiosités d'Espagne et de Portugal, 1894
- Les reliques de Pierre le Grand à Saint-Petersbourg, 1894
- Des indemnités à accorder aux victimes d'erreurs judiciaires, 1894
- De l'arbitraire laissé au juge pour l'application de la peine, 1898
- La Vraie femme, étude sur le féminisme, A. Réty, 1900
- Encore un mot sur la sociologie et l'anthropologie criminelle, 1902
- Épisodes de la Ligue et de la Fronde en Provence

## Pour approfondir